# Bắn cung tại Đại hội Thể thao Đông Nam Á 2013
Bắn cung tại Đại hội Thể thao Đông Nam Á 2013 diễn ra tại Naypyidaw, Myanmar từ ngày 12–17 tháng Mười hai. Cả 10 nội dung đều được tổ chức tại Trường bắn Wunna Theikdi.

## Kết quả

### Nam
| Nội dung            | Vàng                                                                                 | Bạc                                                                                  | Đồng                                                                                  |
| ------------------- | ------------------------------------------------------------------------------------ | ------------------------------------------------------------------------------------ | ------------------------------------------------------------------------------------- |
| Cung 3 dây cá nhân  | Nguyễn Tiến Cương · Việt Nam                                                         | Nitiphum Chatachot · Thái Lan                                                        | Earl Benjamin Yap · Philippines                                                       |
| Cung 1 dây cá nhân  | Khairul Anuar Mohamad · Malaysia                                                     | Atiq Bazil Bakri · Malaysia                                                          | Witthaya Thamwong · Thái Lan                                                          |
| Đồng đội cung 1 dây | Malaysia (MAS) · Khairul Anuar Mohamad · Atiq Bazil Bakri · Haziq Kamaruddin         | Thái Lan (THA) · Denchai Thepna · Khomkrit Duangsuwan · Witthaya Thamwong            | Indonesia (INA) · Johan Prasetyo Adie Wibowa · Alek Edwar · Riau Ega Agata Salsabilla |
| Đồng đội cung 3 dây | Philippines (PHI) · Earl Benjamin Yap · Ian Patrick Chipeco · Delfin Anthony Adriano | Malaysia (MAS) · Mohd Juwaidi Mazuki · Muhammad Zaki Mahazam · Mohd Kaharuddin Ashah | Thái Lan (THA) · Chan Chai Pratheepwatanawong · Siripong Fakkeaw · Nitiphum Chatachot |

### Nữ
| Nội dung            | Vàng                                                                                 | Bạc                                                                          | Đồng                                                        |
| ------------------- | ------------------------------------------------------------------------------------ | ---------------------------------------------------------------------------- | ----------------------------------------------------------- |
| Cung 3 dây cá nhân  | Aung Ngeain · Myanmar                                                                | Dellie Threesyadinda · Indonesia                                             | Cham Nong Saritha · Malaysia                                |
| Cung 1 dây cá nhân  | Chan Jing Ru · Singapore                                                             | Titik Kusumawardani · Indonesia                                              | Ika Yuliana Rochmawati · Indonesia                          |
| Đồng đội cung 1 dây | Indonesia (INA) · Titik Kusumawardani · Diananda Choirunisa · Ika Yuliana Rochmawati | Việt Nam (VIE) · Nguyễn Thị Quyền Trang · Dương Thị Kim Liên · Lộc Thị Đào   | Myanmar (MYA) · Thazin Aung · San Yu Htwe · Thin Thin Khine |
| Đồng đội cung 3 dây | Indonesia (INA) · Rona Siska Sari · Sri Ranti · Dellie Threesyadinda                 | Thái Lan (THA) · Suvaporn Anutaraporn · Nareumon Junsook · Rungtiwa Tongkhaw | Myanmar (MYA) · Yaw Sein Yah · Aye Aye Thin · Aung Ngeain   |

### Đồng đội phối hợp
| Nội dung   | Vàng                                          | Bạc                                                        | Đồng                                                                 |
| ---------- | --------------------------------------------- | ---------------------------------------------------------- | -------------------------------------------------------------------- |
| Cung 3 dây | Lào (LAO) · Khamvarn Vanlivong · Phone Kamkeo | Malaysia (MAS) · Muhammad Zaki Mahazam · Saritha Cham Nong | Myanmar (MYA) · Shein Htet Kyaw · Aung Ngeain                        |
| Cung 1 dây | Việt Nam (VIE) · Lộc Thị Đào · Đào Trọng Kiên | Singapore (SIN) · Tan Si Lie · Chan Jing Ru                | Indonesia (INA) · Riau Ega Agata Salsabilla · Ika Yuliana Rochmawati |

## Bảng huy chương
| Hạng               | Đoàn               | Vàng | Bạc | Đồng | Tổng số |
| ------------------ | ------------------ | ---- | --- | ---- | ------- |
| 1                  | Malaysia           | 2    | 3   | 1    | 6       |
| 2                  | Indonesia          | 2    | 2   | 3    | 7       |
| 3                  | Việt Nam           | 2    | 1   | 0    | 3       |
| 4                  | Singapore          | 1    | 1   | 0    | 2       |
| 5                  | Myanmar            | 1    | 0   | 3    | 4       |
| 6                  | Philippines        | 1    | 0   | 1    | 2       |
| 7                  | Lào                | 1    | 0   | 0    | 1       |
| 8                  | Thái Lan           | 0    | 3   | 2    | 5       |
| Tổng số (8 đơn vị) | Tổng số (8 đơn vị) | 10   | 10  | 10   | 30      |